# تفکیک جنسیتی

نماد تفکیک جنسیتی

تفکیک جنسیتی یا جداسازی جنسی جداسازی افراد بر مبنای جنسیت آن‌ها است. توالت‌ها، حمام‌های عمومی، تخت خواب ها، خوابگاه‌ها، رختکن‌ها، اتوبوس‌ها، وسایل نقلیهٔ عمومی و زندان‌ها از جمله مواردی است که در بعضی از نواحی از نظر جنسیتی جداسازی می‌شوند.
پدیده تفکیک جنسیتی که بر اساس آموزه‌های اسلامی به‌عنوان «جلوگیری از اختلاط نامحرم» تعریف می‌شود.

## عقیده‌های فرهنگی و دینی

### در یهودیت
در کنیسه‌ها، بخش مردان و زنان با پرده‌ای به نام مهیتزا جدا می‌شود.
همچنین یهودیان ارتدوکس معتقدند که زنان باید لباس‌های کاملاً پوشیده به تن داشته باشند و در اماکن عمومی، جدا از مردان بنشینند یا بایستند.

### در اسلام
در اسلام، تنها بودن زن و مردی که خویشاوندی نزدیک با هم ندارند (محرم هم شناخته نمی‌شوند)، ممنوع است؛ اما ارتباط زن و مرد مطلقاً ممنوع نشده است. در قرآن، سخن گفتن موسی با دختران شعیب و سلیمان با بلقیس ملکه سبا؛ نمونه‌هایی از این ارتباط به‌شمار می‌رود. در سنت، نیز نمونه‌هایی از ارتباط زن و مرد دیده می‌شود؛ خدیجه دختر خویلد پیش از ازدواج با محمد، مال‌التجاره‌ای را در اختیار او قرار داد و او را برای یک سفر تجاری به شام فرستاد. با این حال در احادیث، شواهدی از جدایی جنسیتی موجود است؛ قرآن و سنت نیز محدودیت‌هایی را برای ارتباط زنان و مردان در نظر گرفته‌اند. از جمله این محدودیت‌ها، حجاب برای زنان است؛ که برخی آن را پوشانیدن تمام بدن زن و برخی آن را پوشانیدن بدن زن به جز چهره و دست دانسته‌اند و برخی از علما حجاب را اختیاری و توصیه توصیف می‌کنند چنانکه روایت شده در عصر محمد زنان بازاری قسمتی از سینه هایشان معلوم بوده و محمد دستور داده لااقل پارچه و یا چیزی شبیه به آن را برای پوشش حداقلی بپوشند. در قرآن نیز بیش از توصیه به حجاب به حفظ نگاه مردان توصیه شده است. همچنین نظر به نامحرم، در برخی روایات زنای چشم نامیده شده است.